# لو برادو
لو برادو هي بلدية في تشيلي تقع في القطاع الشمالي الغربي من العاصمة سانتياغو. تأسست عام 1981 من تقسيم بلدية بارانكاس. جاء اسمها من عائلة ليون برادو الأرستقراطية، التي سكنت القطاع في نهاية القرن التاسع عشر، فيما يعرف الآن باسم فيلا جاردين لو برادو. في ذلك الوقت كانت البادئة «لو» شكلاً لغويًا يدل على النسب الجيد. تحدها بلدية سيرو نافيا من الشمال، وكينتا نورمال من الشرق، وإستاسيون سنترال من الجنوب، وبوداهيل من الغرب.